# Prins Bertils våning

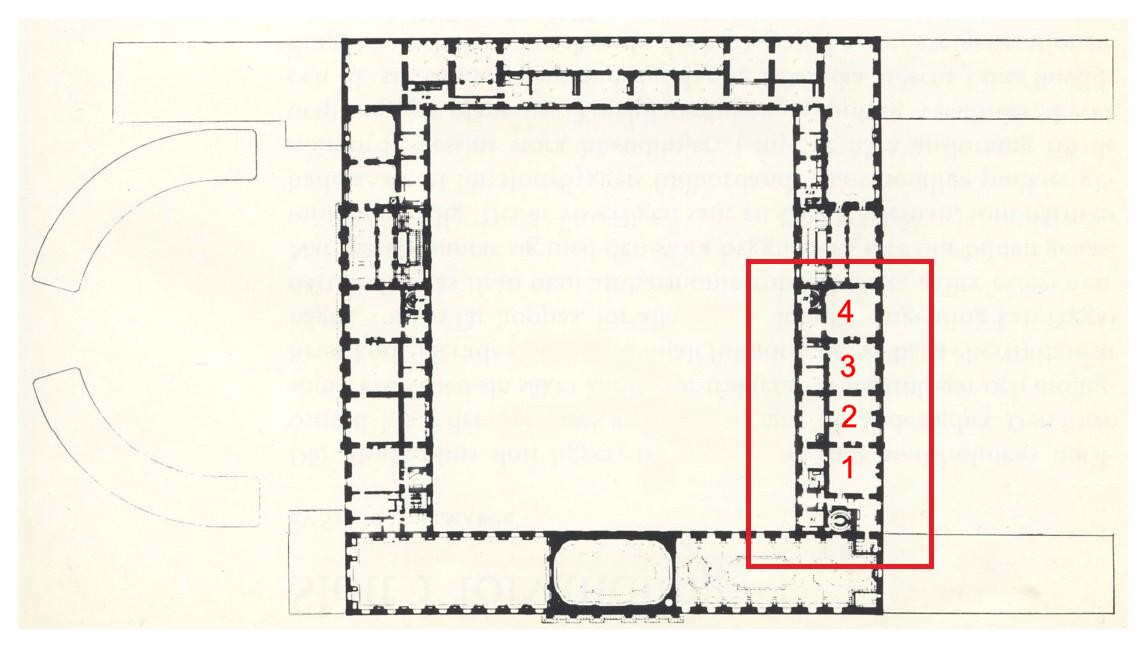
"Prins Bertils våning", vån. 2 tr, Privatvåningen:
1. Tidigare prins Bertils matsal
2. Tidigare kronprinsens resp. kungens gula salong
3. Tidigare "Den skära salongen"
4. Tidigare "Gustaf V:s biljardrum"

Prins Bertils våning, historiskt även H. M. Konungens våning, ligger på två trappor i den östra längan på Stockholms slott och kallas efter sin senast kända innehavare prins Bertil. Den har alltid varit en del av slottet där kungen eller någon nära släkting har haft sin privata bostad. Avdelningen ligger exakt över Prinsessan Sibyllas våning och har samma bruttoarea; cirka 500 m². Prins Bertils våning är inte tillgänglig för allmänheten.

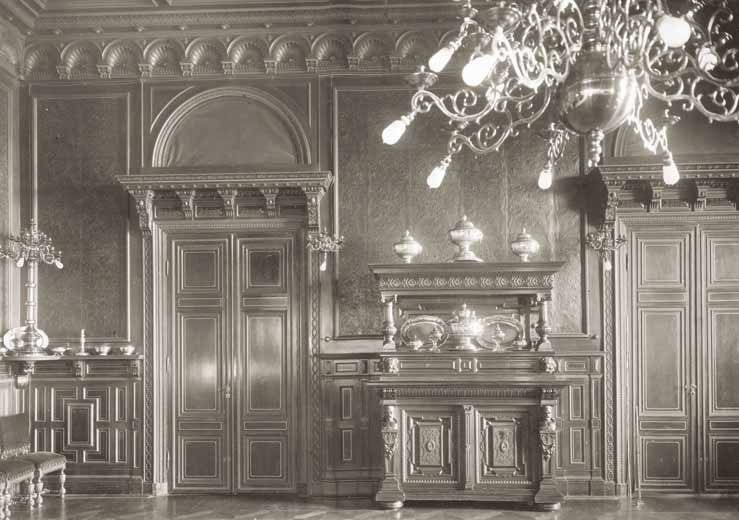
Gustaf (V) och Viktorias matsal, 1890-tal

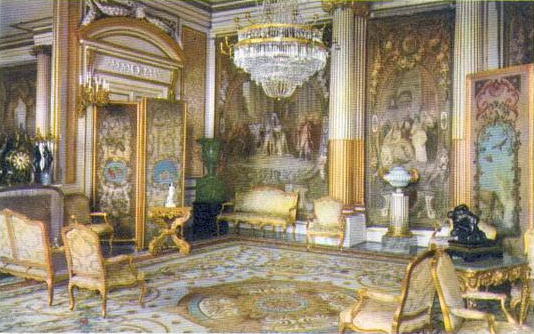
Den gula salongen, 1940-tal

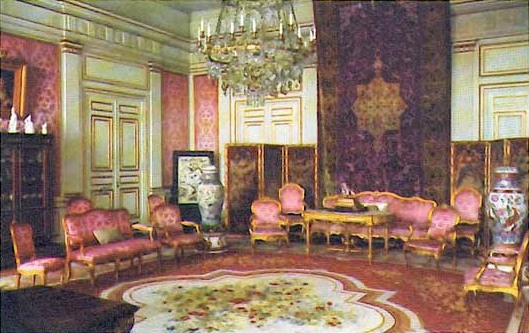
Den skära salongen med Jaktmattan på väggen, 1940-tal

De första innehavare av våningen 1754 var prinsarna Carl och Fredrik Adolf. Så småningom inreddes Gästvåningen åt prins Fredrik Adolf och prins Carl disponerade därefter våningen på egen hand. När hertig Carl blev kung under namnet Karl XIII tillföll våningen istället Karl XIV Johans fru, kronprinsessan Desideria. Under Karl XIV Johans tid var det kronprins Oscar (I):s våning för att sedan när han blev kung fortsätta vara hans bostad. Oscar inredde här 1828 det Götiska rummet. Under Oscar II blev det kronprins Gustaf (V):s våning. När han sedan blev kung fortsatte han att ha det som sin bostad. Från denna tid inreddes Gustaf V:s biljardrum, Den gula respektive skära salongen. De senare kallades så på grund av tapeterna på väggarna. I den skära salongen återfanns under en tid Jaktmattan.
Under den nuvarande kung Carl XVI Gustaf var detta prins Bertils representationsvåning på slottet fram till dennes död år 1997. På 1970-talet inreddes här Prins Bertils matsal.
Efter prins Bertils bortgång har våningen bland annat använts för statsbesök, intervjuer och seminarier. 2010 sände Carl XVI Gustaf sitt traditionella jultal från våningen, något som 2009 sändes från Prinsessan Sibyllas våning.